# Calvin Klein
Calvin Klein (* 19. listopadu 1942 New York) je americký módní návrhář. Pochází z rodiny ukrajinského emigranta Leo Kleina (Černivetská oblast).

logo Calvin Klein

Je znám jako minimalista a mistr barev, rovněž také proslavený svými provokativními návrhy. V roce 1968 založil s přítelem Barrym Schwartzem společnost Calvin Klein. V 70. a 80. letech 20. století se firma specializovala na džínové oděvy. V roce 1979 vyvolala skandál, když se herečka Brooke Shields na plakátech ukázala pouze v jediném kusu oblečení – džínách Calvin Klein. Kolekci elastického spodního prádla CK předváděla v roce 1992 modelka Kate Moss. Modely CK jsou unisex – jeho trička i džíny mohou nosit muži i ženy.
V roce 2005 prodal svoji společnost koncernu Phillips-VanHeusen za 430 milionů dolarů.
Pro módní dům Calvin Klein vytvářeli kolekce známí designéři, jakými jsou Jil Sander, Italo Zucchelli a Romeo Gigli. Tvářemi kolekcí se stávaly slavné osobnosti, jako například Marky Mark nebo Kate Moss (která byla tváří parfému Obsession), Natalia Vodianova, David Beckham nebo švédský fotbalista Freddie Ljungberg.

## Život
Calvin Klein se narodil v židovské rodině v Bronxu v New Yorku jako syn Lea Kleina a Flore, rozené Sternové (* 17. října 1909). Jeho otec byl přistěhovalec z Ukrajiny (Bojany, Černivetská oblast), zatímco jeho matka byla dcera přistěhovalců z Haliče a Bukoviny z Rakousko-Uherska (dnes území Ukrajiny). Měl sestru Alexis a bratra Barryho. Navštěvoval střední i vysokou školu umění a designu. Vysokou školu ale kvůli neúspěchu ukončil, místo toho pokračoval na New York's Fashion Institute of Technology (Newyorský institut módy a technologií). Po studiích strávil pět let navrhováním oblečení do newyorských obchodů, než v roce 1968 založil s přítelem Barrym Schwartzem společnost Calvin Klein.
V roce 1964 se Calvin Klein oženil s návrhářkou Jayne Centre. Spolu měli pouze dceru Marci (* 21. října 1967), která je producentkou Saturday Night Live. O deset let později, roku 1974, se ale Calvin a Jayne rozvedli. O dalších několik let později, roku 1986 se Klein znovu oženil, tentokrát se svojí asistentkou Kelly Rectorovou. Jeho druhé manželství vydrželo déle, než to s Jayne, avšak roku 2006 se také rozvedli.